# Kyynäröinen
Kyynäröinen är en sjö i kommunerna Tavastehus och Loppis i landskapet Egentliga Tavastland i Finland. Sjön ligger 92,8 meter över havet. Arean är 36 hektar och strandlinjen är 3,89 kilometer lång. Sjön  ingår i Kumo älvs huvudavrinningsområde.   Den ligger omkring 24 km söder om Tavastehus och omkring 78 km nordväst om Helsingfors. 
Kyynäröinen ligger väster om Lairo. 